# Сипкість

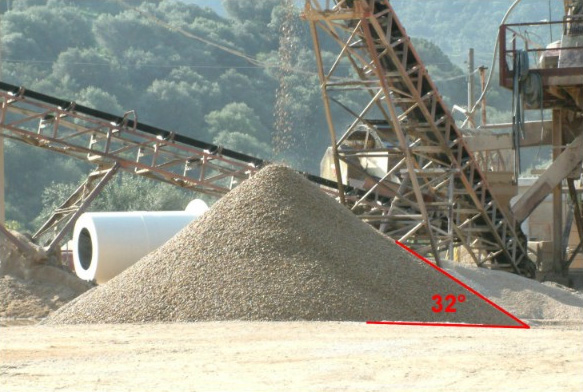
Сипкість піску.

Сипкість — здатність дисперсного матеріалу легко розпадатися на окремі зерна, грудки тощо і переміщатися сипкою масою, осипатися, зсуватися, обвалюватися.

## Загальний опис
На сипкість матеріалів суттєво впливають капілярні та адгезійні сили. Сухі матеріали, як правило, не злежуються, в той же час за нормальної та підвищеної вологості вони можуть сильно злежуватися. Під злежуваністю розуміють збільшення зв'язності дисперсного матеріалу за тривалого його збереження в нерухомому шарі. При цьому матеріали ущільнюються і втрачають сипкість. Для запобігання втрати сипкості сировини не допускають тривалого її збереження в нерухомому стані (рихлять), знижують вологість матеріалу фільтраційним потоком газу.
Сипкість мінеральної сировини оцінюється за масою матеріалу, що висипався за одиницю часу через одиницю площі випускного отвору. Сипкість залежить не тільки від розмірів випускного отвору, але й від конструкції приладу: кута і форми випускної лійки, висоти шару матеріалу над випускним отвором. Сипкість — важлива технологічна характеристика сировини, яка необхідна для розрахунку випускних отворів силосів, бункерів, живильників та інших розвантажувально-перевантажувальних пристроїв. Визначається мінеральним і ґранулометричним складом сировини, вологістю і значною мірою розміром та формою самих частинок.
Основний прилад для визначення сипкості матеріалів – лійка Гаррі з діаметром випускного отвору 30 мм і кутом розхилу 35о. Ступінь сипкості ηс матеріалу визначають за формулою:
ηс = m / t ,
де m – маса матеріалу, що висипався, кг; t – час висипання матеріалу, с.

## СИПУЧІ ГІРСЬКІ ПОРОДИ
Гірські породи, що являють собою скупчення зерен і невеликих уламків різної форми без зчеплення між ними, наприклад, піски (кварцовий, вапняковий тощо), поклади гравію й щебеню.